# تهاجم ژاپن به مالایا
تهاجم ژاپن به مالایا درست بعد از نیمه شب ۸ دسامبر ۱۹۴۱ (به وقت محلی) قبل از حمله به پرل هاربر آغاز شد. این اولین نبرد بزرگ جنگ اقیانوس آرام بود، و بین نیروهای زمینی ارتش هند انگلیس و امپراتوری ژاپن انجام شد.
ارتش ژاپن بلافاصله پس از تسخیر شبه‌جزیره مالایا، یک پاک‌سازی قومی، قتل‌عام سوک چینگ، از چینی‌ها در در این شبه‌جزیره انجام داد. سوک چینگ اصطلاحی چینی است و به معنای «پاکسازی از طریق تصفیه» است. اصطلاح ژاپنی برای این عملیات «دای کِنشو» بود، به معنی «بازرسی بزرگ» است. به دلیل کمبود سوابق کتبی، تعداد دقیق کشته‌شدگان در این عملیات مشخص نیست. رقم رسمی ارائه شده توسط ژاپنی‌ها ۵۰۰۰ است هرچند که تعداد واقعی آن بسیار بیشتر و حتی ۲۵۰۰۰ نفر هم گمان زده شده‌است. عملیات سوک چینگ موفق به ایجاد ترس در بین مردم چین شد. پس از جنگ، این ترس به خشم تبدیل شد.